# La Nueva Provincia
La Nueva Provincia (en la actualidad simplemente publicada como La Nueva) es un medio periodístico argentino publicado en la ciudad de Bahía Blanca, al sur de la provincia de Buenos Aires. Fue fundado por Enrique Julio el 1 de agosto de 1898 Su tirada fue diaria hasta el 23 de junio de 2016, cuando empezó a salir tres veces por semana. Actualmente su edición impresa se distribuye solo sábados y domingos, aunque presenta un sitio online actualizado diariamente.
Su nombre proviene de que en ese entonces existía un proyecto de ley para dividir la provincia de Buenos Aires y así dar nacimiento a una nueva provincia desgajada de parte de aquella, la cual hubiese tenido a la ciudad de Bahía Blanca como su eventual capital.

## Historia
Históricamente asociado a los intereses del sector agrícola argentino, en los años 1950 el diario se constituyó en un fuerte oponente al peronismo. Luego del golpe de Estado de la autodenominada Revolución Libertadora, mantuvo una fuerte relación con la familia Massot: En esos años, durante la dictadura autodenominada Revolución Libertadora de Pedro Eugenio Aramburu mantuvo una entrevista con Diana Julio de Massot, nieta de su fundador, se convirtió en su directora. En 1958, a finales del gobierno de Aramburu, el grupo La Nueva Provincia adquirió la emisora local LU2 Radio Bahía Blanca y se le dio a través del decreto 1878/57 la licencia del Telenueva Canal 9, inaugurada en 1965, convirtiéndose en la primera empresa en el país en poseer a la vez diario impreso, radio, televisión y cable. Su línea fuertemente oficialista para con la dictadura le valió grandes beneficios económicos por parte del gobierno de facto.

### Relación con gobiernos dictatoriales
El medio periodístico apoyó los regímenes militares autodenominados «Revolución Argentina» (1966-1973) y «Proceso de Reorganización Nacional» (1976-1983). Respecto de este último en particular, el diario ha editorializado en reiteradas ocasiones la defensa del mismo. La Unidad Fiscal de Derechos Humanos bahiense, a cargo de José Nebbia y Miguel Palazzani, solicitó la detención del entonces propietario y director del periódico, Vicente Massot, y de su exsecretario de redacción durante la dictadura, Mario Gabrielli. Se les imputaba haber formado parte del plan criminal que posibilitó el genocidio de la última dictadura. Según investigaciones, el diario jugó un papel fundamental en la construcción de un discurso legitimador del golpe cívico-militar junto a otros diarios como La Nación, Clarín, El Día de La Plata y El Popular de Olavarría.
En julio de 1976 se produjo la desaparición forzada de los obreros gráficos Enrique Heinrich y Miguel Angel Loyola, empleados de La Nueva Provincia, quienes habían mantenido un conflicto sindical con la empresa el añó anterior. Tres días después fueron encontrados acribillados en las afueras de Bahía Blanca. Por este crimen el director y dueño del periódico Vicente Massot se encuentra imputado por delitos de lesa humanidad. Massot también está acusado por la Unidad Fiscal de Derechos Humanos de integrar "junto con los mandos militares una asociación ilícita con el objetivo criminal de eliminar un grupo nacional", para lo cual habría contribuido desde el multimedio actuando "de acuerdo a las normativas y directivas castrenses y en cumplimiento de tales" órdenes. Bajo la dictadura, en el mismo edificio del diario habría funcionado un Centro Clandestino de Detención (CCD).[cita requerida]
También se investiga al grupo de haber efectuado "aportes esenciales" para "el ocultamiento deliberado de la verdad" en los secuestros, torturas y homicidios de 35 personas a través de tareas de acción psicológica desde las páginas del diario.
Diana Julio de Massot murió en agosto de 2009, siendo sucedida por su hijo Vicente Gonzalo Massot en la dirección siendo el primer periodista en la historia argentina en ser imputado como responsable de delitos de lesa humanidad. la justicia lo acusó a comienzos de 2014 de haber integrado «junto con los mandos militares una asociación ilícita con el objetivo criminal de eliminar un grupo nacional» durante la última dictadura. dictandole falta de mérito.

### Actualidad
En 1986, el grupo incursionó económicamente en el mercado de la televisión por cable, mediante el lanzamiento del sistema de TV pago Cable Total (el cual varios años después fue vendido a la actualmente desaparecida empresa Multicanal) e incluso posteriormente formó parte de la junta directiva del Grupo Telefe (el cual, por su parte, desde 1998 posee el Canal 9 de Bahía Blanca). 
En enero de 2017 La Nueva SRL fue adquirida por Gustavo Elías por alrededor de 7 millones de dólares.[cita requerida]

## Alcance
El periódico es vendido en el sudoeste de la provincia de Buenos Aires, región referida electoralmente como sexta región electoral.

## Multimedios
Tras el golpe de Estado de la autodenominada Revolución Libertadora del 16 de septiembre de 1955, La Nueva Provincia llegó a tener buenos vínculos con el entonces nuevo gobierno de facto encabezado por el general Pedro Eugenio Aramburu, lo que contribuyó a permitirle crecer a la empresa crecer e incluso le posibilitó apropiarse de la AM LU2 Radio Bahía Blanca. Fue la primera compañía argentina que tuvo periódico, radio, canal de televisión abierta y un servicio de TV por cable. En 1958, a finales del régimen de Aramburu, la firma adquirió la emisora local LU2 Radio Bahía Blanca y se le dio a través del decreto 1878/57 del presidente de facto Aramburu la licencia del Telenueva Canal 9, inaugurada en 1965, manteniendo una línea oficialista, lo que le valdría beneficios económicos por parte de la dictadura militar.